# Chrlice
Chrlice (niem. Chirlitz) – historyczna gmina, dzielnica i gmina katastralna, a od 24 listopada 1990 pod nazwą Brno-Chrlice również część miasta Brna, na lewym brzegu Svitavy o powierzchni 949,2 ha. 